# Leonard Farrugia
Leonard Farrugia (* 23. November 1956 in Kirkop), auch bekannt unter dem Spitznamen Nardu, ist ein ehemaliger maltesischer Fußballspieler auf der Position eines Stürmers.  

## Laufbahn

### Verein
Farrugia begann seine Laufbahn bei seinem Heimatverein Kirkop United und wurde in der Saison 1975/76 an den Erstligisten FC St. George’s ausgeliehen. Nardu hinterließ in dieser Spielzeit einen so positiven Eindruck, dass bald die besten Vereine des Inselstaates hinter ihm her waren. Dass er sich ausgerechnet für den damals nicht herausragenden Hauptstadtverein FC Valletta entschied, liegt in erster Linie daran, dass er bereits zu jener Zeit viele Freunde in Valletta hatte, weil sein Vater dort einen Kiosk betrieb. 
Gleich in seiner ersten Saison 1976/77 mit den Citizens gewann er den maltesischen Pokalwettbewerb, wobei er im Finale das „goldene Tor“ zum 1:0-Sieg gegen den Vorortverein und alten Rivalen FC Floriana erzielte. In der darauffolgenden Saison 1977/78 gewann der FC Valletta sogar das Double und Nardu wurde in derselben Saison mit insgesamt 16 Treffern Torschützenkönig der maltesischen Liga. In der übernächsten Spielzeit war Nardu mit 15 Treffern erneut an der Spitze der Torschützenliste und hatte somit entscheidenden Anteil am Meistertitel desselben Jahres. In der Saison 1983/84 folgte ein weiterer Meistertitel und in der darauffolgenden Saison wurde Farrugia zum Fußballer des Jahres in Malta gewählt. 

### Nationalmannschaft
Sein Debüt im Dress der maltesischen Nationalmannschaft bestritt Farrugia in einem Länderspiel gegen Tunesien, das 1:0 gewonnen wurde. 
Zweimal gelang Nardu ein Treffer für sein Heimatland: am 10. Februar 1985 gegen Portugal (1:3) und am 17. November 1985 gegen Schweden (1:2). 
Sein 18. und letztes Länderspiel bestritt Farrugia am 24. Januar 1987 in einem EM-Qualifikationsspiel gegen Italien, das 0:5 verloren wurde. In diesem Spiel wurde Nardu bei einem Tackling des italienischen Verteidigers Antonio Cabrini so schwer verletzt, dass er seine aktive Laufbahn beenden musste.

## Erfolge
- Maltesische Meisterschaft: 1978, 1980, 1984
- Maltesischer Pokalsieger: 1977, 1978
- Maltas Fußballer des Jahres: 1985